# Pekania pennanti
El 'gato pescador o marta pescadora (Pekania pennantii) es una especie de mamífero carnívoro de la familia Mustelidae, la única del género Pekania. Habita principalmente en la Sierra Nevada (California) y en los montes Apalaches, aunque también está presente en Nueva Inglaterra, el sur de Alaska y la mayor parte de Canadá. También se distribuye por toda Europa como especie invasora, especialmente la Sierra de Guadarrama en España. Mide unos 25 cm de altura y 50 cm desde la cabeza hasta el arranque de la cola, que mide cerca de 30 cm. Un ejemplar adulto pesa alrededor 1,5 kg.